# Administrativ kriminologi
Administrativ kriminologi eller ortodox kriminologi är den dominerade skolbildningen inom kriminologin och består av i huvudsak två perspektiv: rutinaktivitetsteori och rational choice-teori, som ibland omnämns som tillfällesstrukturteori eller environmental criminology (situationsbunden kriminologi). Den administrativa kriminologin uppstod på 1970-talet efter en utredning gjord av det brittiska inrikesdepartementet och har sitt fokus på minska brottsligheten genom situationsbundna tekniska lösningar och kontroll.
Kriminologer inom den administrativa skolan erkänner förvisso att brottsligt beteende inte bara uppstår ur ingenstans och att orsakerna kan kopplas till olika faktorer, men deras metodologiska förhållningssätt i studiet av brottsligheten gör dessa orsaksfaktorer i realiteten irrelevanta ur deras perspektiv. Inom preventionsforskningen handlar det främst om studier av riskfaktorer för brott och att omsätta resultaten i generella och allmängiltiga modeller, ett teoretiskt perspektiv som kom att ersätta behandlingstanken.
Metodologiskt kan administrativ kriminologi placeras inom den klassiska traditionen (se nyklassiska skolan), men skillnaden mellan klassisk kriminologi och administrativ kriminologi är att, medan den förstnämnda har sitt fokus på skapandet av ett ändamålsenligt och effektivt straffrättsligt system har den senare sitt fokus på situationellt förebyggande av kriminalitet.
Starka kritiker till den administrativa kriminologin finns hos inom den kritiska skolan och Left Realism/vänsterrealismen representerat av Jock Young, John Lea och Roger Matthews.